# Mabton (Washington)
Mabton je grad u američkoj saveznoj državi Washington. Prema popisu stanovništva iz 2010. u njemu je živjelo 2.286 stanovnika.